# قرار مجلس الأمن التابع للأمم المتحدة رقم 1514
قرار مجلس الأمن التابع للأمم المتحدة رقم 1514، المتخذ بالإجماع في 13 تشرين الثاني / نوفمبر 2003، بعد إعادة تأكيد القرار 1479 (2003) بشأن الحالة في كوت ديفوار (ساحل العاج) والقرارين 1464 (2003) و1498 (2003)، مدد المجلس ولاية بعثة الأمم المتحدة في كوت ديفوار حتى 4 فبراير 2004.
وجدد مجلس الأمن التأكيد على اتفاق ليناس - ماركوسي، ومعارضته لمحاولات الوصول إلى السلطة بوسائل غير دستورية. وشدد على ضرورة مشاركة جميع الأطراف الإيفوارية في حكومة المصالحة الوطنية، واستئناف السلطة الفعلية في جميع أنحاء البلاد والالتزامات تجاه برنامج نزع السلاح والتسريح وإعادة الإدماج للمقاتلين السابقين وإعادة هيكلة القوات المسلحة. كما هو الحال مع القرارات السابقة، أشاد المجلس بالجماعة الاقتصادية لدول غرب أفريقيا والقوات الفرنسية لما تبذله من جهود لتعزيز تسوية سلمية في كوت ديفوار.
طُلب من الأمين العام كوفي عنان أن يقدم تقريراً إلى المجلس بحلول 10 كانون الثاني / يناير 2004 بشأن جهود بعثة الأمم المتحدة في كوت ديفوار لتيسير السلام والاستقرار في كوت ديفوار، وبشأن تعزيز وجود الأمم المتحدة في البلد.

## روابط خارجية
- نص القرار في undocs.org